# Луций Тиций Плавтий Аквилин
Луций Тиций Плавтий Аквилин (лат. Lucius Titius Plautius Aquilinus) — римский государственный деятель второй половины II века.
Аквилин, по всей видимости, происходил из италиков. Его отцом был консул 125 года Луций Эпидий Тиций Аквилин, а матерью Авидия Плавтия. Кроме того, у Аквилина был брат — консул 159 года Плавтий Квинтилл. В 162 году он был консулом вместе с Квинтом Юнием Рустиком. Больше о его карьере ничего неизвестно.